# کازویا دگوچی
کازویا دگوچی (انگلیسی: Kazuya Deguchi؛ زادهٔ ۱۲ ژوئیهٔ ۱۹۶۶) کشتی‌گیر اهل ژاپن بود.